# Yves Meyer
Yves Meyer, född 
19 juli 1939 i Paris, är en fransk matematiker. 
Meyer föddes i Paris och växte upp i Tunis i Tunisien, där hans far arbetade som läkare. Innan han återvände till Frankrike studerade han på Lycée Carnot de Tunis.
Meyer är professor emeritus vid École normale supérieure Paris-Saclay. Han har varit medlem av Franska vetenskapsakademin sedan 1993 och är utländsk medlem av 
The National Academy of Sciences.
Meyer har forskat på talteori och har handlett mer än 50 doktoranter. År 2017 tilldelades han Abelpriset för sin nyckelroll i utvecklingen av teorin om wavelets.

## Publikationer (urval)
- Yves Meyer, Algebraic numbers and harmonic analysis, North-Holland, 1972.
- Yves Meyer, Wavelets and Operators, Cambridge University Press, 1992.